# Joseph John Thomson
Joseph John "J.J." Thomson, (pronunciación en inglés: /ˈd͡ʒəʊzɪf d͡ʒɒn ˈtɒmsən/; Mánchester, Inglaterra, 18 de diciembre de 1856-Cambridge, Inglaterra, 30 de agosto de 1940) fue un científico británico, descubridor del electrón, de los primeros isótopos e inventor del espectrómetro de masas. En 1906 fue galardonado con el Premio Nobel de Física.

## Biografía

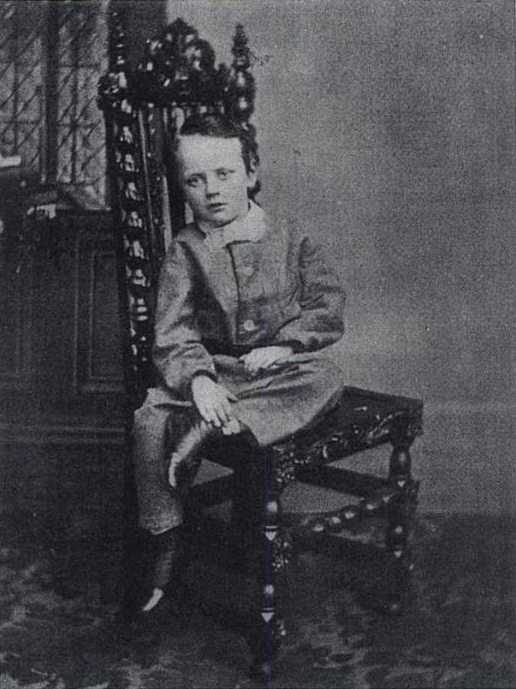
J.J. Thomson en 1861

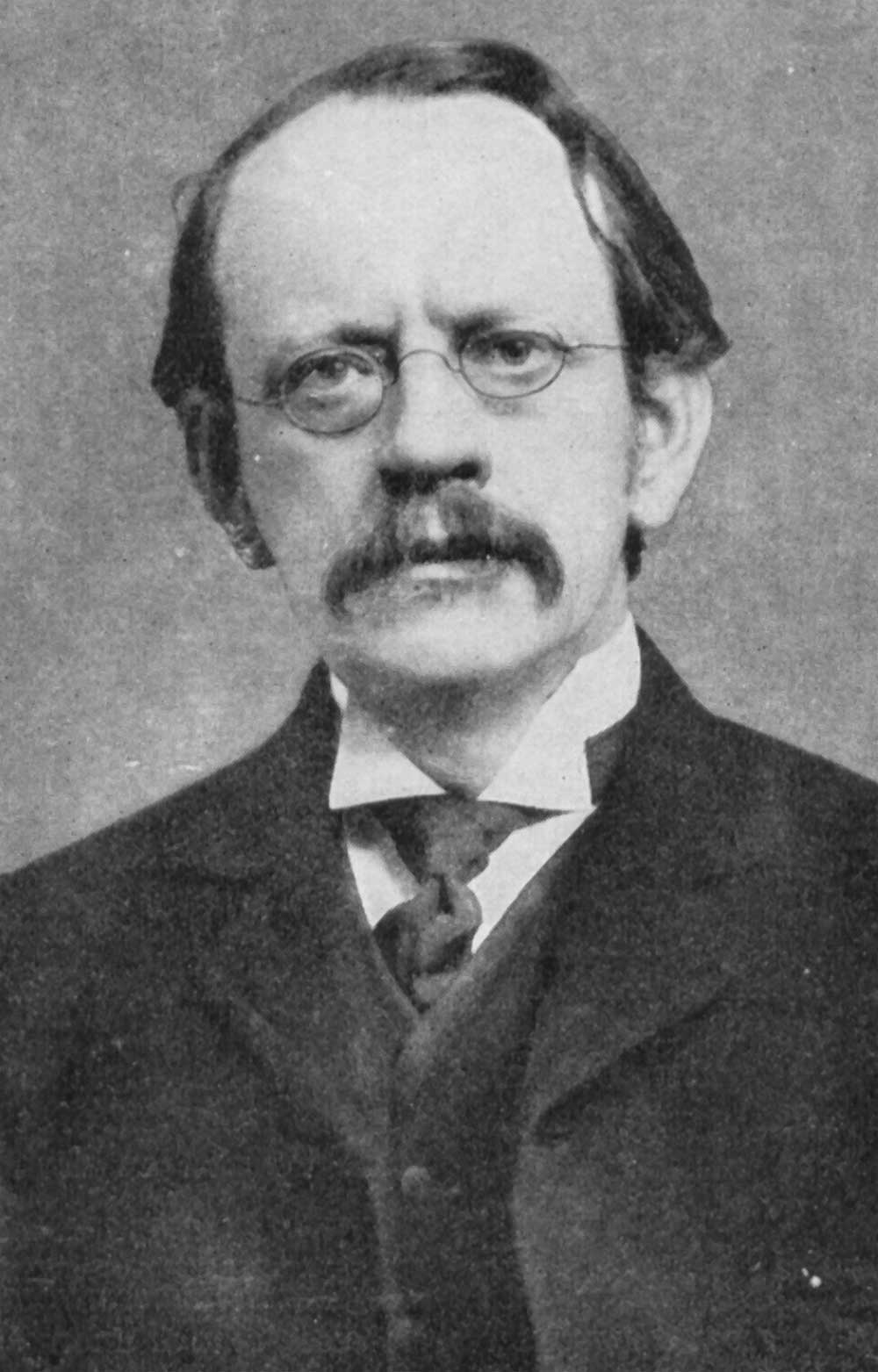
J.J. Thomson

Nació el 18 de diciembre de 1856 en Cheetham Hill, un distrito de Mánchester en Inglaterra, y tenía ascendencia escocesa. En 1870 estudió ingeniería en el Owens College, hoy parte de la Universidad de Mánchester. Fue admitido en el Owens College a la inusual edad de 14 años y quedó bajo la influencia de Balfour Stewart, profesor de física, quien inició a Thomson en la investigación física. Thomson comenzó a experimentar con la electrificación por contacto y pronto publicó su primer artículo científico. Sus padres planearon inscribirlo como aprendiz de ingeniero en Sharp, Stewart & Co, una empresa fabricante de locomotoras, pero estos planes se vieron truncados cuando su padre murió en 1873.
Se trasladó al Trinity College de Cambridge en 1876. En 1880, obtuvo su licenciatura en Matemáticas (Segunda Wrangler y segundo premio Smith) y Maestría en Artes (obteniendo el Premio Adams) en 1883 En 1884 se convirtió en profesor de Física en Cavendish. Uno de sus alumnos fue Ernest Rutherford, quien más tarde sería su sucesor en el puesto.
Thomson fue elegido miembro de la Royal Society el 12 de junio de 1884, y posteriormente fue su presidente de 1915 a 1920.
El trabajo de maestría de Thomson, de 1883, premiado, Treatise on the motion of vortex rings (Tratado sobre el movimiento de anillos de vórtice), muestra su temprano interés en la estructura atómica. En él, Thomson describió matemáticamente los movimientos de la teoría de los vórtices de los átomos de William Thomson, Lord Kelvin.
Thomson publicó varios artículos que abordan cuestiones matemáticas y experimentales del electromagnetismo. Examinó la teoría electromagnética de la luz de James Clerk Maxwell, introdujo el concepto de masa electromagnética de una partícula cargada y demostró que un cuerpo cargado en movimiento aparentemente aumentaría de masa.
Gran parte de su trabajo en modelado matemático de procesos químicos puede considerarse como química computacional temprana. En un trabajo posterior, publicado en forma de libro como Applications of dynamics to physics and chemistry (Aplicaciones de la dinámica a la física y la química) (1888), Thomson abordó la transformación de la energía en términos matemáticos y teóricos, sugiriendo que toda energía podría ser cinética. Su siguiente libro, Notes on recent researches in electricity and magnetism (Notas sobre investigaciones recientes en electricidad y magnetismo) (1893), se basó en el Treatise upon electricity and magnetism (Tratado  sobre electricidad y magnetismo) de Maxwell, y en ocasiones se lo denominó "el tercer volumen de Maxwell". En él, Thomson enfatizó los métodos físicos y la experimentación e incluyó extensas figuras y diagramas de aparatos, incluidos varios para el paso de la electricidad a través de gases. Su tercer libro, Elements of the mathematical theory of electricity and magnetism (1895) (Elementos de la teoría matemática de la electricidad y el magnetismo)  fue una introducción legible a una amplia variedad de temas y alcanzó considerable popularidad como libro de texto.
Posteriormente se publicó una serie de cuatro conferencias impartidas por Thomson en una visita a la Universidad de Princeton en 1896 con el título  Discharge of electricity through gases (Descarga de electricidad a través de gases) (1897). Thomson también presentó una serie de seis conferencias en la Universidad de Yale en 1904.
En 1897 descubrió el electrón y propuso un modelo en el cual los electrones poseían cargas negativas y se encontraban en el interior del átomo, el cual poseía carga positiva. Cada 30 de abril se celebra el aniversario del descubrimiento de la primera partícula subatómica: el electrón, un logro que las enciclopedias atribuyen a Joseph John Thomson en 1897. Varios científicos, como William Prout y Norman Lockyer, habían sugerido que los átomos se formaban a partir de una unidad más fundamental, pero imaginaban que esta unidad tendría el tamaño del átomo más pequeño, el hidrógeno. Thomson en 1897 fue el primero en sugerir que una de las unidades fundamentales del átomo era más de 1000 veces más pequeña que un átomo, sugiriendo la partícula subatómica conocida en la actualidad como electrón. Thomson descubrió esto a través de sus exploraciones sobre las propiedades de los rayos catódicos. Thomson hizo su sugerencia el 30 de abril de 1897 tras su descubrimiento de que los rayos catódicos (en aquel momento conocidos como rayos de Lenard) podían viajar a través del aire mucho más lejos de lo esperado para una partícula del tamaño de un átomo. Estimó la masa de los rayos catódicos midiendo el calor generado cuando los rayos golpean una unión térmica y comparándolo con la deflexión magnética de los rayos. Sus experimentos sugirieron no sólo que los rayos catódicos eran más de 1000 veces más ligeros que el átomo de hidrógeno, sino también que su masa era la misma en cualquier tipo de átomo del que procedieran. Concluyó que los rayos estaban compuestos de partículas muy ligeras y cargadas negativamente que constituían un componente universal de los átomos. Llamó a las partículas "corpúsculos", pero los científicos posteriores prefirieron el nombre electrón que había sido sugerido por George Johnstone Stoney en 1891, antes del descubrimiento real de Thomson.
En 1890 se casó con Rose Elizabeth Paget, hija de sir Edward George Paget, médico, entonces Regius Profesor de Medicina (Regius Professor of Physic) en Cambridge. Con ella, fue padre de un hijo, George Paget Thomson, y una hija, Joan Paget Thomson. Su hijo se convirtió en un destacado físico, quien a su vez fue galardonado con el Premio Nobel de Física en 1937 por demostrar las propiedades de tipo ondulatorio de los electrones.
J. J. Thomson fue galardonado con el Premio Nobel de Física en 1906, «en reconocimiento de los grandes méritos de sus investigaciones teóricas y experimentales en la conducción de la electricidad generada por los gases». Fue nombrado caballero en 1908 y nombrado en la Orden del Mérito en 1912. En 1914 dio el Romanes Lecture en Oxford sobre la teoría atómica. En 1918 fue nombrado rector del Trinity College de Cambridge, donde conoció a Niels Bohr, donde permaneció hasta su muerte. 
Seis de los asistentes de investigación y colegas jóvenes de Thomson (Charles Glover Barkla, Niels Bohr, Max Born, William Henry Bragg, Owen Willans Richardson y Charles Thomson Rees Wilson) ganaron premios Nobel en física, y dos (Francis William Aston y Ernest Rutherford) ganaron premios Nobel de química.
Murió el 30 de agosto de 1940 y fue sepultado en la Abadía de Westminster, cerca de sir Isaac Newton.

## Trabajos sobre los rayos catódicos

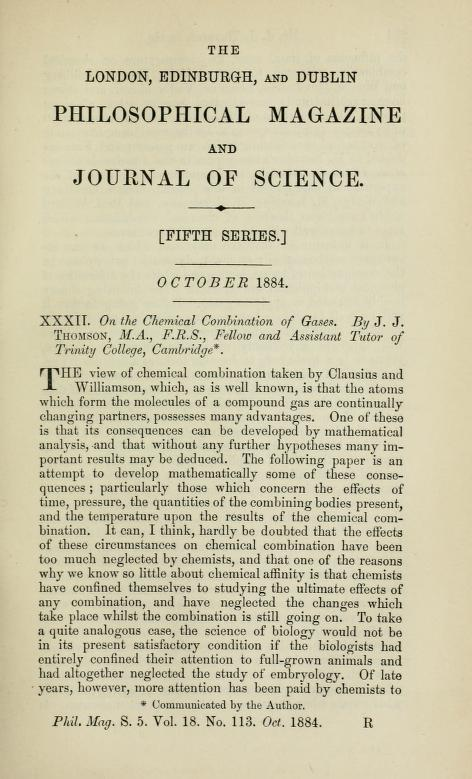
Página de cobertura de "On the Chemical Combination of Gases" (Sobre la combinación química de gases) en Philosophical Magazine, octubre de 1884. XXXII.

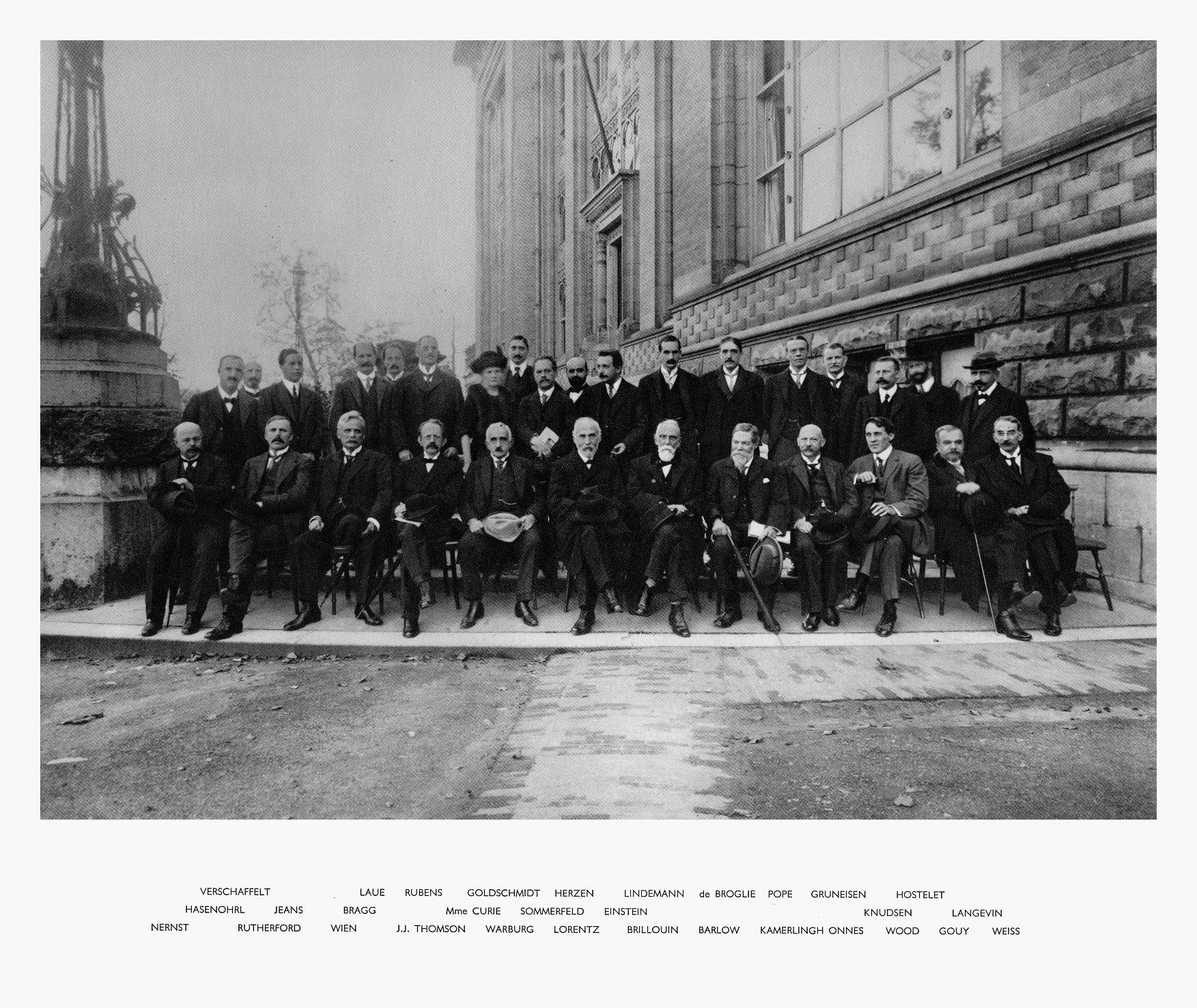
Segundo congreso Solvay (1913): Thomson es el cuarto por la izqda. de la fila inferior, entre Wilhelm Wien y Emil Warburg

Thomson realizó una serie de experimentos en tubos de rayos catódicos, que le condujeron al descubrimiento de los electrones. Thomson utilizó el tubo de Crookes en tres experimentos diferentes.

### Tercer experimento
En su tercer experimento (1897), Thomson determinó la relación entre la carga y la masa de los rayos catódicos, al medir cuánto se desvían por un campo magnético y la cantidad de energía que llevan. Encontró que la relación carga/masa era más de un millar de veces superior a la del ion Hidrógeno, lo que sugiere que las partículas son muy livianas o muy cargadas.
Las conclusiones de Thomson fueron audaces: los rayos catódicos estaban hechos de partículas que llamó "corpúsculos", y estos corpúsculos procedían de dentro de los átomos de los electrodos, lo que significa que los átomos son, de hecho, divisibles. Thomson imaginó que el átomo se compone de estos corpúsculos en un mar lleno de carga positiva; a este modelo del átomo, atribuido a Thomson, se le llamó el modelo de pudín de pasas.
En 1906 fue galardonado con el Premio Nobel de Física por su trabajo sobre la conducción de la electricidad a través de los gases.
La imposibilidad de explicar que el átomo está formado por un núcleo compacto y una parte exterior denominada corteza implica que otros científicos como Ernest Rutherford o Niels Bohr continuasen con su investigación y establecieron otras teorías en las que los átomos tenían partes diferenciadas...

## Descubrimiento de los isótopos

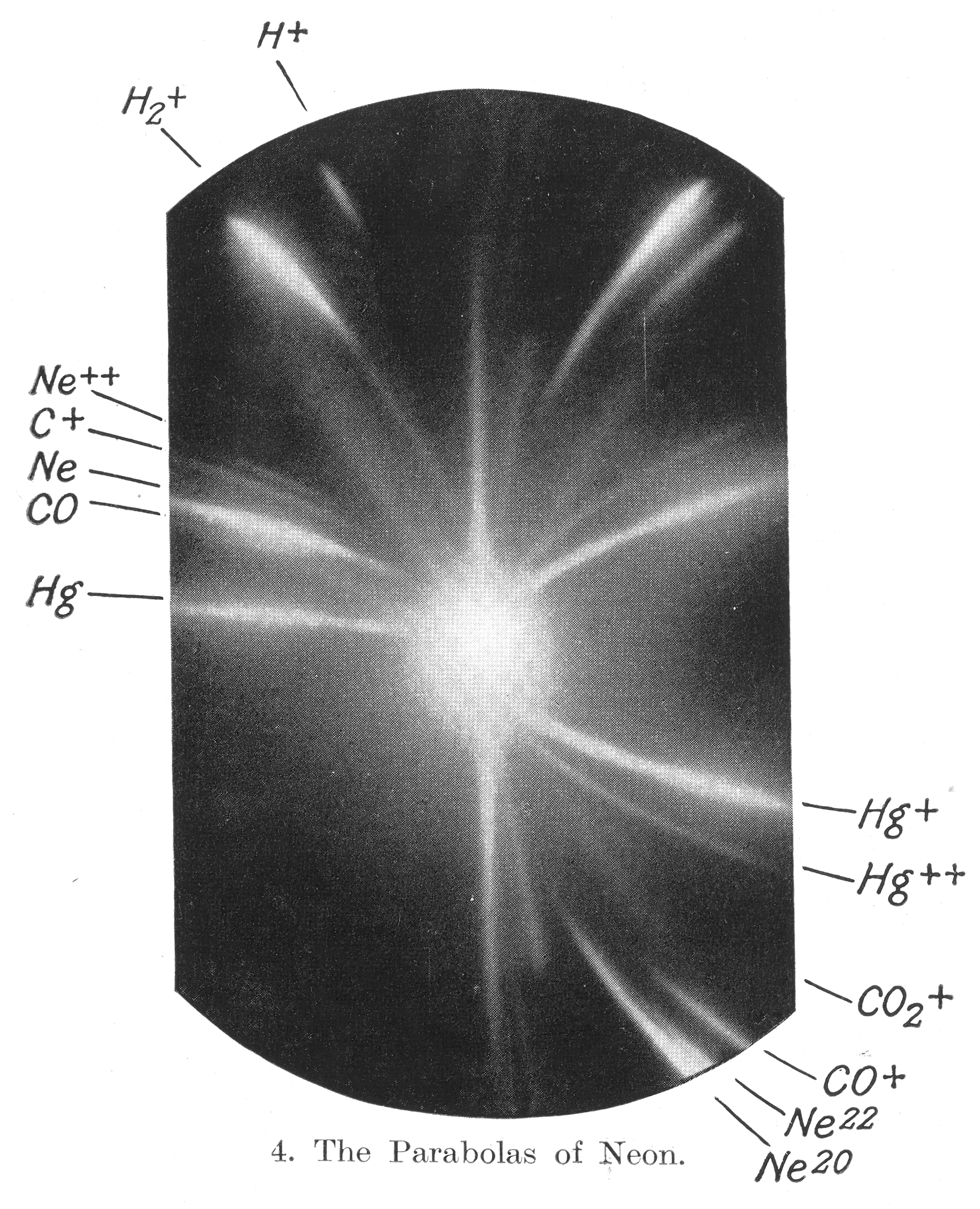
En la esquina inferior derecha de esta placa fotográfica están las trazas dejadas por dos isótopos del neón: neón-20 y neón-22.

También Thomson inventó los rayos positivos y en 1911, descubrió la manera de utilizarlos para separar átomos de diferente masa. El objetivo se consiguió desviando los rayos positivos mediante campos eléctricos y magnéticos (espectrometría de masas). Así descubrió que el neón tiene dos isótopos (el neón-20 y el neón-22).
En 1913, como parte de su exploración en la composición de los rayos canales, Thomson canalizó una corriente de neón ionizado mediante un campo magnético y un campo eléctrico y midió su desviación colocando una placa fotográfica en el camino del rayo. Thomson observó dos parches de luz sobre la placa fotográfica (ver imagen a la derecha), lo que supone dos parábolas de desviación. Thomson llegó a la conclusión de que el gas neón se compone de dos tipos de átomos de diferentes masas atómicas (neón-20 y neón-22).

## Otros descubrimientos
Thomson en 1906 demostró que el hidrógeno tiene un único electrón. Permite confirmar o rechazar diversas teorías anteriores sobre número de los electrones, al igual que el carbono.
Thomson propuso el segundo modelo atómico (El primero fue propuesto por Dalton en 1794), que podía caracterizarse como una esfera de carga positiva en la cual se incrustan los electrones.
También analizó la propagación de ondas guiadas.

## Publicaciones

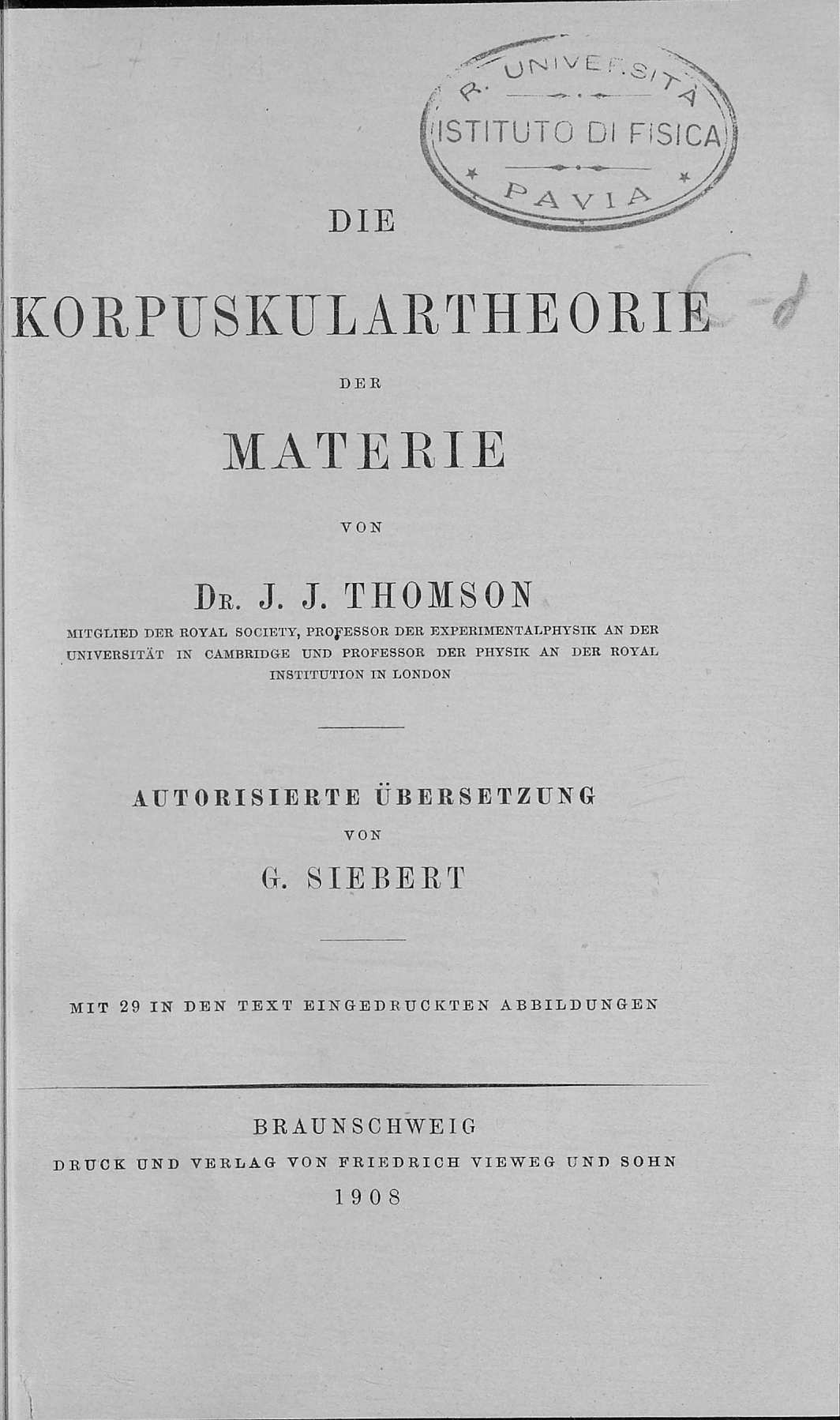
Corpuscular theory of matter, 1908

- 1883 : A Treatise on the Motion of Vortex Rings, Universidad de Cambridge, Londres (ISBN 0-543-95696-2).
- 1888 : Applications of Dynamics to Physics and Chemistry, Londres. (ISBN 1-4021-8397-6).
- 1893 : Notes on recent researches in electricity and magnetism, Oxford University Press, 1991. (ISBN 1-4297-4053-1).[17]
- 1895 : Elements Of The Mathematical Theory Of Electricity And Magnetism, Londres.
- 1897 : Cathode rays, Proceedings of the Royal Institution. Descubrimiento del electrón
- 1897 : Cathode rays, Philosophical Magazine.
- 1900 : Discharge of electricity through gases (en alemán). Leipzig: Johann Ambrosius Barth. 1900.
- 1901 : A Text book of Physics in Five Volumes: Properties of Matter, Sound, Heat, Light, and Magnetism & Electricity., coescrito con J.H. Poynting.
- 1903 : Conduction of electricity through gases, Cambridge University Press (segunda edición más completa en 1906).
- 1904 : On the Structure of the Atom.
- 1904 : "On the Structure of the Atom": an Investigation of the Stability and Periods of Oscillation of a number of Corpuscles arranged at equal intervals around the Circumference of a Circle; with Application of the Results to the Theory of Atomic Structure," Philosophical Magazine Serie 6, Volume 7, Número 39, pp 237–265.
- 1905 : Electricity and matter (en italiano). Milan: Hoepli. 1905.
- 1908 : Corpuscular theory of matter (en alemán). Braunschweig: Vieweg und Sohn. 1908.
- 1912 : Further experiments on positive rays.
- 1913 : Rays of positive electricity, Proceedings of the Royal Society.A 89, 1-20 — Descubrimiento de los isótopos del neon
- 1922 : Electricidad y materia, prefacio de Paul Langevin. (en francés)
- 1923 : The Electron in Chemistry, Filadelfia.

## Premios
Aparte del Premio Nobel de Física (1906), le fueron concedidos los siguientes premios:
- Medalla Royal (1894)
- Medalla Hughes (1902)
- Medalla Copley (1914)
- Premio Nobel de Física (1906)
- Smith's Prize for Examination Performance (1880)
- Medalla Copley (1914)
- Medalla Elliott Cresson (1910)
- Medalla Real (1894)
- Medalla Hughes (1902)
- Medalla Franklin (1922)
- Medalla Albert (1915)
- Medalla Faraday (1925)¨

## Legado

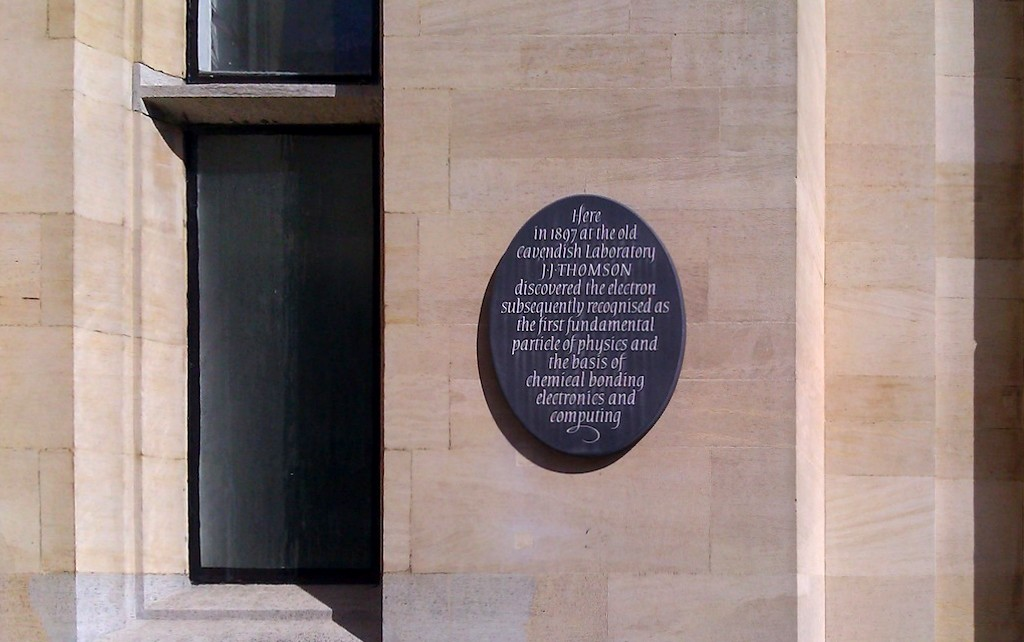
Placa conmemorativa a J. J. Thomson en Cambridge

En 1991, el thomson (Th) fue propuesto por los químicos como unidad de medida masa-carga en espectroscopia de masas. Esta unidad se define como:
{\displaystyle 1~\mathrm {Th} =1~{\frac {\mathrm {u} }{e}}=1~{\frac {\mathrm {Da} }{e}}=1.036426\times 10^{-8}\,\mathrm {kg\,C^{-1}} }
Sin embargo, ha pasado a ser una unidad obsoleta, y no se ha incorporado al Sistema Internacional.

## Eponimia
- El cráter lunar Thomson lleva este nombre en su memoria.[19]